# گروه پشتیبانی نیروهای ویژه بریتانیا
گروه پشتیبانی نیروهای ویژه بریتانیا (انگلیسی: Special Forces Support Group) گردان نیروهای ویژه و ضدتروریسم زیرمجموعه نیروی ویژه بریتانیا است، که در سال ۲۰۰۶ تأسیس شد.
این گروه برای پشتیبانی از سرویس ویژه هوایی، سرویس ویژه قایق و هنگ شناسایی ویژه تأسیس شد. این یک واحد سه سرویسی است که از گردان اول، هنگ چترباز، یک گروهان از کماندوهای نیروی دریایی سلطنتی و یک دسته (جوخه) از هنگ نیروی هوایی سلطنتی تشکیل شده است. علاوه بر این، دارای یک گروهان چرخشی آموزش دیده در مبارزه با تروریسم دارد.